# Duikbrevet
Een duikbrevet is een certificaat dat men ontvangt na het doorlopen van een duikopleiding. Een duikopleiding kan men onder andere doorlopen bij een PADI gecertificeerd duikcentrum of een andere duikorganisatie.
Er wordt dan een (inter)nationaal erkend duikbrevet afgegeven waarmee men kan duiken in een duikgebied.

## Categorieën
Er zijn in de duikwereld verschillende soorten brevetten.
| Duikbrevetten           |                           |
| ----------------------- | ------------------------- |
| Junior open water diver | Advanced open water diver |
| Open water diver        | Rescue diver              |
| Adventure diver         | Master Scuba Diver        |
| Assistant instructor    | -                         |

## Specialiteiten
Naast de standaard brevetten zijn er ook zogenoemde specialties. Dit zijn duikopleidingen waarin men zich gaat specialiseren in
éen onderdeel bij het duiken.
|                              | Specialties         |                               |
| bij Open Water diver         | bij Adventure diver | bij Advanced Open Water diver |
| ---------------------------- | ------------------- | ----------------------------- |
| Diepteduiker                 | Diepzeeduiker       | Grotduiker                    |
| Vis-identificatie            | Wrakduiker          | IJsduiker                     |
| Bootduiker                   | -                   | -                             |
| Digitaal onderwaterfotograaf | -                   | -                             |
| Propellervoertuigduiker      | -                   | -                             |